# Centro de Almacenamiento de Desechos Radiactivos
Das Centro de Almacenamiento de Desechos Radiactivos (CADER) ist ein Lager für schwach- und mittelradioaktive Abfälle, die nicht aus der Kernenergie stammen, in  Temascalapa, Mexiko.

## Daten
Das Lager besteht aus insgesamt drei Lagergebäuden. Eins davon hat eine Kapazität für 3664 200-l-Fässer, und eins für weitere 1046 200-l-Fässer. Das dritte Gebäude wird für die Lagerung von ausgedienten radioaktiven Quellen verwendet.

## Zwischenfälle
Am 2. März 2025 übernahm Personal der Gemeinde Temascalapa das Lager und vertrieb dessen Mitarbeiter. Zudem wurden Video- und Umgebungsüberwachung ausgeschaltet, sodass außerhalb des Lagers keine Informationen über den Status im Lager vorlagen. Noch am selben Tag wurden Verhandlungen zwischen der mexikanischen Regierung und der Gemeinde Temascalapa aufgenommen.
Hintergrund der Besetzungen waren Gesundheitsbedenken der lokalen Behörden aufgrund der gelagerten Abfälle. Demnach würden seit 1984 auf dem Gelände 98 t mit Cobalt-60 kontaminierter Stäbe befinden, die zu Todesfällen, Missbildungen bei Kindern und chronischen Krankheiten geführt hällten.
Am 14. März 2025 wurde das Lager nach Verhandlungen wieder der Betreiberin, dem National Institute of Nuclear Research übergeben. Als Resultat der Verhandlungen sollen 80 % der Stäbe entfernt werden.
Die IAEA Stufte das Ereignis auf der INES-Skala auf die Stufe 0 ein.